# Батлье Ибаньес, Луис
Луис Сесар Батлье Ибаньес (исп. Luis César Batlle Ibáñez; 19 октября 1930, Монтевидео — 25 мая 2016, Марлборо, штат Вермонт, США) — уругвайский пианист и музыкальный педагог. Представитель известной уругвайской династии интеллектуалов, сын президента страны Луиса Батлье Берреса, брат президента Хорхе Батлье Ибаньеса.

## Биография
Учился в Монтевидео у Виктории Шенини (1921—2007), затем у Вильгельма Колишера. В 1951 году стал первым победителем уругвайского конкурса пианистов имени Фридерика Шопена, благодаря чему получил возможность в течение двух лет продолжить образование в Париже под руководством Ива Ната. По возвращении в Уругвай преподавал в консерватории Колишера, в 1964—1978 гг. был её директором. В 1974 году был членом жюри Международного конкурса имени Чайковского в Москве.
Начиная с 1956 года ежегодно ездил в США для участия в летней музыкальной школе Марлборо, сперва как ученик Рудольфа Серкина, а затем как преподаватель. В 1978 году полностью переселился в Марлборо и занял пост ассистента Серкина. Был первым педагогом Игната Солженицына, которому преподавал как игру на фортепиано, так и композицию и контрапункт; среди его учеников также Сесиль Ликад.
Записал альбом произведений для двух фортепиано (1957, с Нибией Мариньо), ряд сочинений Шопена и Роберта Шумана.